# Shopping da Bahia
O Shopping da Bahia, antigo Shopping Iguatemi Salvador, é um centro comercial brasileiro localizado em Salvador. Administrado pela ALLOS, é atualmente o segundo maior do estado da Bahia em número de lojas e em tamanho. Foi o primeiro centro de compras no estado e o segundo do Brasil.
O setor de alimentação conta com restaurantes como Pereira Café, Mariposa, Oliva Gourmet, Farid, Bravo Burguer and Beer, além do Paris 6 e Outback, que foram os primeiros de Salvador. O equipamento possui ainda um complexo de cinema com 15 salas e duas praças de alimentação, além de ter recebido a primeira sala IMAX da Bahia com a inauguração do novo complexo de cinema UCI De Lux no verão 2021/2022.

## História
Inaugurado em 1975 como Iguatemi, sendo assim o segundo shopping do Brasil (após o de São Paulo), pelo político e empresário paraibano Newton Rique, o Shopping da Bahia fortaleceu a tendência dos shoppings como os grandes centros de compras como organizador do espaço urbano das cidades no Brasil, agindo assim como um dos maiores transformadores da paisagem urbana de Salvador. Os bairros do entorno se modernizaram e avenidas de trânsito intenso e grandes centros empresariais foram construídos nas proximidades. Mais de mil operários e oito engenheiros trabalharam na construção do shopping, que demorou cerca de dois anos para ficar pronto.
A origem do nome Iguatemi se deu justamente como modelo de inspiração da praça paulistana, onde era o nome de uma rua da cidade que deu origem ao primeiro shopping center do país e então uma referência de modelo comercial de vanguarda. O mesmo arquiteto que projetou o Iguatemi São Paulo foi contratado para fazer o projeto de arquitetura do shopping baiano. Cinco anos mais tarde de inaugurado o shopping, ainda viria a ser construido na localidade do Centro Empresarial Iguatemi ao lado.
Entre tantas inovações, o Shopping da Bahia trouxe o primeiro cinema em shopping da Bahia e a primeira área de fast-food, e foi o primeiro a funcionar aos domingos. Na moda, colocou Salvador no calendário nacional através de desfiles que deram origem à Semana Iguatemi de Moda (SIM). Em 1998 foi inaugurado o maior complexo de cinemas da América Latina da época, o Multiplex UCI com doze salas.

### Período recente
A fim da elitização assim como o Iguatemi São Paulo, o Shopping da Bahia projetou transformar a "Alameda das Grifes" em um corredor com as melhores e mais caras marcas Prêt-à-Porter do Brasil e do mundo. A Alameda possui diversas grifes, entre elas Calvin Klein Jeans, Calvin Klein Underwear, Animale, Dumond, Le Lis Blanc, Triton, Carlos Miele, Forum, Osklen, Farm, Prisma Vision, Lacoste, Maria Bonita Extra, New Order, Victor Hugo, Richards, Levi's, Ellus, Cavalera, Nike, Via Mia, Folic, Bob Store, Iodice, Tommy Hilfiger, Puma, Emporio Naka, VR Menswear, Limit's, Capodarte, Sacada, Rosa Chá dentre outras.
Entre 2008 e 2010, o iniciou-se a mais uma ampliação. O shopping passou por uma moderna revitalização que ampliou o número de lojas, uma nova fachada e muito mais conforto. O shopping ganhou mais três lojas âncoras no 2° piso: as lojas Leader, Le Biscuit e as Casas Bahia. A praça de alimentação, do primeiro piso, dobrou de tamanho e está modernizada. A fachada se modernizou com a utilização da técnica "pele de vidro" passando por uma transformação radical. Nesta fase de ampliação, foi inaugurada em 2 de dezembro de 2008 o primeiro restaurante da rede americana Outback Steakhouse no Norte-Nordeste, situado no terceiro piso.
Em 8 de dezembro de 2014, prestes a completar 40 anos de história, o Iguatemi Salvador passa a se chamar "Shopping da Bahia", assumindo o seu antigo slogan como marca oficial. Segundo a empresa que administra o shopping, tal mudança se deu para homenagear o estado da Bahia e também pelo fato da companhia teria que desembolsar R$20.000,00 anuais para manter direitos sobre a marca "Iguatemi" que pertence à outra administradora de shopping centers (ao Grupo Iguatemi).
No ano de 2016, destacaram-se as inaugurações do supermercado Pão de Açúcar (primeira unidade da rede na Bahia) e o atacado de escritório Kalunga (que já possuía uma loja no Shopping Bela Vista Salvador) em sua nova ala de serviços, além da primeira loja da rede Forever 21 no estado e uma unidade da loja de artigos para casa Camicado na "Alameda das Grifes".